# Државна опера у Прагу
Државна опера (чеш. Státní opera) је оперска кућа у Прагу, Чешка Република. Део је Народног позоришта Чешке Републике, које је основало Министарство културе Чешке Републике 1992. године. Само позориште је првобитно отворено 1888. године као Ново немачко позориште, а од 1949. до 1989. било је познато као Сметанино позориште. Недавно је преименовано у Прашку државну оперу. Тренутно се приказује око 300 представа годишње.

## Историја

### Ново немачко позориште
Историја позоришта сада познатог као Прашка државна опера датира од касног 19. века. Иако је често у сенци истакнутијег Народног позоришта у Прагу, има своју посебну историју. Рођење величанственог чешког позоришта, Народног позоришта, 1883. године, индиректно је изазвало чежњу немачке заједнице у Прагу за сопственом опером на немачком језику. У то време Чешка је била део Аустроугарске империје и у Прагу је живела велика немачка мањина. 4. фебруара 1883. основан је Deutscher Theaterverein са циљем прикупљања средстава за ново позориште. Планове је израдила позната бечка фирма Fellner & Helmer заједно са Карлом Хазенауером, архитектом Дворског позоришта у Бечу. Резултујуће Neues deutsches Theater (Ново немачко позориште) дизајнирао је прашки архитекта Алфонс Вертмилер и изграђено је у року од 20 месеци. Са својом пространом салом и неорококо декором, позориште је било једно од најлепших у Европи.
Представе су започете 5. јануара 1888. опером Рихарда Вагнера Мајстори певачи из Нирнберга. Први редитељ је био Анђело Нојман, који је тамо довео истакнуте музичаре и поставио високе уметничке стандарде тако да је позориште убрзо добило међународно признање. Уметници повезани са позориштем у његовој првој фази били су Курт Адлер (диригент), Александар фон Землински, Георг Сел, Ерих Клајбер и др. Међу гостујућим уметницима су били Нели Мелба, Енрико Карузо, Ема Калве, Лили Леман, Селма Курц, Рихард Таубер и Лео Слезак.

### Нацистичко доба
Током 1930-их, са растућом нацистичком претњом, Ново немачко позориште у Прагу било је међу бастионима демократије, служећи као уточиште уметницима који су бежали из Немачке. Политички догађаји непосредно пре потписивања Минхенског споразума, заједно са финансијским проблемима, довели су до тога да Немачко позоришно удружење затвори позориште у септембру 1938.
Чехословачка држава је изразила интересовање за зграду, али нацистичка окупација Чехословачке 15. марта 1939. и успостављање „Протектората Чешке и Моравске“ осујетили су њене планове. Под новим називом Deutsches Opernhaus (Немачка оперска кућа), позориште је служило за политичке скупове Нацистичке партије, као и за повремена гостовања ансамбала из Рајха.

### Позориште Петог маја
Радикална промена је уследила у мају 1945. након пада владе коју су предводили нацисти. Група чешких уметника на челу са Алојзом Хабом, Вацлавом Кашликом и Антоњином Куршом основала је Позориште Петог маја у некадашњој немачкој опери. По први пут је позориште постало дом чешке, а не немачке опере. Прво извођење The Brandenburgers in Bohemia Беджиха Сметане било је 4. септембра 1945. године. Уметничка агенда новог ансамбла тежила је стварању авангардног позоришта које би служило као алтернатива конзервативнијем Народном позоришту. Упечатљиву нову позоришну представу Хофманове приче Жака Офенбаха 29. августа 1946. и нетрадиционалну поставку претходно недодирљиве Продане невесте Беджиха Сметане, пратила је опера  Мајка Алојза Хабе, Веридба у манастиру Сергеја Прокофјева и др. Револуционарне продукције позоришта изазвале су пажњу јавности и медија, укључујући и признања из иностранства. Нажалост, успех Велике опере 5. маја почео је да ствара нежељену конкуренцију Народном позоришту. Почевши од сезоне 1948-49, владиним декретом, Велика опера је укључена у Народно позориште. Тако је после само три сезоне завршен други значајан стваралачки период позоришта.

### Позориште Сметана
У новембру 1949. зграда је преименована у Сметанино позориште, које тако функционише као друга кућа Народног позоришта под владом Чешке комунистичке партије. С обзиром на сценску опремљеност, била је погодна за велика дела светског оперског репертоара. Балет је добио истакнуто место. Оперске продукције постављене у Сметанином позоришту могле су да прибаве услуге свих солиста, диригента и редитеља. Међутим, организациона подела продукција често је изазивала огромне оперативне потешкоће.
На репертоару су биле представе савремених чешких опера, али нису занемарена ни дела Беджиха Сметане, Антоњина Дворжака и Леоша Јаначека. Ипак, стандардни репертоар формиран је од главних и споредних дела светске оперске литературе и доста представа је наишло на међународно признање.
Због великих сценских објеката, Сметанино позориште су често користиле међународне оперске, балетске и драмске трупе које су биле позване у Праг на гостовање. Међу њима је био серијал од шест представа Бољшој театра (23–28. мај 1973) и два извођења Бечке државне опере Ariadne auf Naxos Рихарда Штрауса, под диригентском палицом Карла Бема са Едитом Груберовом као Зербинетом (25. и 27. априла 1979).

### Прашка државна опера
После Плишане револуције у новембру 1989. године, напори да се Сметанином позориште поврати независност су крунисани успехом и 1. априла је ту основана Прашка државна опера и позориште је поново преименовано. Карел Дргач је постао њен први директор. Репертоар је употпунио даљим кључним светским оперским делима. Међутим, оно што му је донело недвосмислену критичку похвалу је најистакнутије његово систематско неговање наслеђа продукције 20. века (Александар фон Землински, Ханс Краса, Готфрид фон Ајнем). Нови стил рада и веома наглашена оријентација ка традицији Новог немачког позоришта нису увек били добро прихваћени. Тако је Дргач морао да води низ битака да би добио рат за опстајање Државне опере. А у међувремену је изгубио и сопствену битку, када је по истеку трогодишњег мандата мецосопран Ева Рандова изашла као победник на конкурсу одржаном 1995. за место директора. Међутим, ни певачица са искуством у најпрестижнијим светским позориштима није могла да избегне каснију критику њеног начина управљања Позориштем. Њен наследник, Данијел Дворжак, у многоме је наставио тренд Карела Дргача. Прашку државну оперу схватао је као позориште које треба да се уклопи у европски контекст, а оперу као жанр чији развој треба потпомоћи кроз подршку нових дела. Током његове четири сезоне (1998–2002) Праг је имао прилику да доживи невиђени број светских премијера.
Након што је Дворжак напустио функцију да би преузео дужност директора Народног позоришта у Прагу, чешки министар културе именовао је Јарослава Воцелку на чело Прашке државне опере. Воцелкино дугогодишње искуство у администрацији опере, који је раније био њен генерални директор, омогућило је несметану транзицију. Прашка државна опера води политику прогресивног програма. Воцелка је такође наставио традицију организовања добротворних концерата за многе добротворне и хуманитарне сврхе и учинио позориште доступним за културне и друштвене догађаје.
Године 2003. балетски корпус опере спојио се са познатим Прашким камерним балетом и створио балет Прашке државне опере.

## Архива
Важан део рада Прашке државне опере је документациони центар. Поред вођења систематске архивске евиденције о активностима позоришта, фокусирао се на реконструкцију изгубљене архиве Новог немачког позоришта. Прашка државна опера је 2004. објавила, са издавачком кућом Словарт, књигу о својој историји, Прашка државна опера: Историја позоришта у сликама и датумима. Књига, са текстовима на чешком, енглеском и немачком, документује историју опере од Новог немачког театра до данас. Скупљајући материјал из широког спектра извора, домаћих и међународних, публикација је груписала непроцењиву књижевну и фотографску архиву, укључујући и низ докумената који су први пут објављени.